# Peter Freudenthal (jurist)
Frans Wilhelm Peter Freudenthal, född den 28 januari 1945 i Uddevalla, död den 18 februari 2022 i Visby, var en svensk jurist.
Freudenthal avlade juris kandidatexamen vid Uppsala universitet 1971 och genomförde tingstjänstgöring 1971–1974. Han blev fiskal vid Kammarrätten i Sundsvall 1974 och assessor där 1979. Freudenthal var rådman vid Länsrätten i Norrbottens län 1980–1985 och lagman vid Länsrätten i Gotlands län 1985–2010.